# Jorge Grieve Madge
Jorge Grieve Madge (Lima, 11 de enero de 1915-Lima, 21 de noviembre de 1991) fue un ingeniero y político peruano. Fue ministro de Fomento y Obras Públicas (1960-1962) y candidato a la alcaldía de Lima (1966).

## Biografía
Hijo de Juan Alberto Grieve y Alicia Madge.
Su educación primaria lo cursó en el Colegio San José de Cluny y la secundaria en el Colegio Nacional Nuestra Señora de Guadalupe. Siguiendo la tradición familiar, ingresó a la Escuela Nacional de Ingenieros (actual Universidad Nacional de Ingeniería), pero debió abandonarla tras ser clausurada por el gobierno de Luis Sánchez Cerro (1932). Prosiguió  sus estudios en Chile, donde se graduó en 1937. 
De regreso al Perú, desempeñó su profesión al servicio de empresas privadas (1939-1944). Luego fue convocado por el Banco Central de Reserva para ocupar el puesto de asesor, cargo que ejerció paralelamente a su trabajo en la Casa Nacional de Moneda (1944-1954). También fue director general de Industrias y Electricidad del Ministerio de Fomento y Obras Públicas (1946-1947). 
Durante el segundo gobierno de Manuel Prado fue nombrado ministro de Fomento y Obras Públicas, formando parte del gabinete presidido por Pedro G. Beltrán. Durante su gestión (1960-1962) realizó las siguientes obras:
- Proyecto de ley que creó la Corporación Eléctrica del Mantaro.
- Proyecto de ley que ordenaba la instalación de plantas de ensamblaje en diversos puntos del país.
- Inicio de la construcción del Aeropuerto Internacional Jorge Chávez.
- Inicio de la explotación petrolera en la selva.

En 1966 postuló a la alcaldía de Lima, compitiendo con el entonces alcalde Luis Bedoya Reyes. Ambos sostuvieron un debate televisado, el primero de su género que se dio en el Perú. Finalmente perdió las elecciones, de manera ajustada.
En los años siguientes fue presidente de diversas instituciones relacionadas con la economía, industria y desarrollo.

## Publicaciones
- Historia de la artillería y de la Marina de Guerra en la contienda del 79 (1983), obra en la que expone las limitaciones técnicas que afrontaron el ejército y la marina peruanas durante la guerra del Pacífico.

Fue además autor de diversos artículos sobre economía, ingeniería, generación energética, transporte, industria e historia, tanto nacional como continental.